# Sorkuncuk, Daday
Sorkuncuk là một xã thuộc huyện Daday, tỉnh Kastamonu, Thổ Nhĩ Kỳ. Dân số thời điểm năm 2008 là 74 người.